# Air and Space Campaign Medal
La Air and Space Campaign Medal (médaille de la campagne aérienne et spatiale - ASCM) est une décoration militaire des États-Unis d’Amérique de la United States Air Force.
Elle est créée le 24 avril 2002, par ordres du Secrétaire du Department of the Air Force James G. Roche. La médaille est décernée pour participation dans une opération militaire désignée par le Chef d'état-major de l'Air Force pour l'obtention de l'ASCM.

## Éligibilité
Pour pouvoir prétendre à la Air and Space Campaign Medal, un militaire doit apporter un soutien direct à une opération militaire pendant au moins trente jours consécutifs ou soixante jours non consécutifs. Le "soutien direct" est défini comme le déploiement à l'appui d'une opération approuvée par l'ASCM à l'intérieur de la zone géographique de combat dans laquelle le militaire a été historiquement déployé vers l'avant. Cela inclut, sans s'y limiter, la génération de sorties, le renseignement, la surveillance, le ciblage, etc. Les commandants d'escadron peuvent déterminer d'autres fonctions qui répondent à l'intention de cette récompense.
Les membres qui ont fourni un soutien direct pendant 30 jours consécutifs ou 60 jours non consécutifs à l'une de ces opérations à l'intérieur de la zone géographique de combat peuvent prétendre à la ASCM.
La médaille de la campagne aérienne et spatiale n'est autorisée que pour le personnel de l'armée de l'air et ne peut être décernée si une autre médaille de campagne ou de service a déjà été reçue pour l'opération en question. Les récompenses supplémentaires sont indiquées par des étoiles de service (service star).

## Opérations admissibles
- Opération Allied Force 24 mars 1999 – 10 juin 1999[2]
- Opération Joint Guardian 11 juin 1999 – date à déterminer[2]
- Opération  Allied Harbour 4 avril 1999 – 1er septembre 1999[2]
- Opération Sustain Hope/Shining Hope 4 avril 1999 – 10 juillet 1999[2]
- Opération Noble Anvil 24 mars 1999 – 20 juillet 1999[2]
- Kosovo Task Force Hawk 5 avril 1999 – 24 juin 1999[2]
- Kosovo Task Force Saber 31 mars 1999 – 8 juillet 1999[2]
- Kosovo Task Force Falcon 11 juin 1999 – date à déterminer[2]
- Kosovo Task Force Hunter 1er avril 1999 – 1er novembre 1999[2]
- Opération Odyssey Dawn 26 février 2011 – 31 octobre 2011[3]
- Opération Unified Protector 26 février 2011 – 31 octobre 2011[3]

## Sources
- (en) Cet article est partiellement ou en totalité issu de l’article de Wikipédia en anglais intitulé « Air and Space Campaign Medal » (voir la liste des auteurs).